# Jack Henderson (acteur)
Pour les articles homonymes, voir Jack Henderson.
Jack Henderson est un acteur de cinéma américain né David John Henderson le 14 mai 1877 à Syracuse (New York) et mort le 1er janvier 1957 à New York.

## Filmographie sélective
- 1915 : Charlot joue Carmen (Burlesque on Carmen) de Charlie Chaplin et Leo White
- 1924 : The Foolish Virgin de George W. Hill
- 1937 : Le Prince X (Thin Ice) de Sidney Lanfield
- 1940 : Little Men de Norman Z. McLeod